# Live at 両国国技館
「Live at 両国国技館」（ライブ アット りょうごくこくぎかん）は、フジファブリックのライブビデオ。

## 説明
- 初回盤のみポスター付き。
- 最後のエンディング(スタッフロール)で「Day Dripper」のPVらしきものが収録されている。

## 収録曲
特記の無いものは、作詞/作曲：志村正彦
1. Surfer King
（収録作品:『Surfer King』、『TEENAGER』）
2. モノノケハカランダ
（収録作品:『FAB FOX』）
3. Sunny Morning
（収録作品:『FAB FOX』）
4. B.O.I.P.（作詞：志村正彦/作曲：山内総一郎）
（収録作品:『TEENAGER』）
  - この当時は新曲として歌われた。
5. パッション・フルーツ
（収録作品:『パッション・フルーツ』、『TEENAGER』）
6. 星降る夜になったら（作詞：志村正彦/作曲：金澤ダイスケ、志村正彦）
（収録作品:『TEENAGER』）
  - この当時は新曲として歌われた。
7. 唇のソレ
（収録作品:『FAB FOX』）
8. 夜汽車
（収録作品:『フジファブリック』）
9. 蒼い鳥
（収録作品:『蒼い鳥』）
10. 地平線を越えて
（収録作品:『FAB FOX』）
11. 環状七号線
（収録作品:『アラモード』、『アラモルト』）
12. 若者のすべて
（収録作品:『若者のすべて』、『TEENAGER』）
13. TEENAGER
（収録作品:『TEENAGER』）
  - この当時は新曲として歌われた。
14. 銀河
（収録作品:『銀河』、『FAB FOX』）
15. TAIFU
（収録作品:『フジファブリック』）
16. 虹
（収録作品:『虹』)
17. 開店休業　（作詞：阿部義晴/作曲:阿部義晴）
（収録作品:『ユニコーン・トリビュート』）
  - 「ユニコーン」のカバー曲。
18. 陽炎
（収録作品:『陽炎』）